# Cítoliby (zámek)
Cítoliby jsou zámek ve stejnojmenném městysu v okrese Louny. Postaven byl roku 1665 na místě starší tvrze, ale dochovaná podoba je výsledkem přestaveb během osmnáctého století. Zámek je chráněn jako kulturní památka.

## Historie

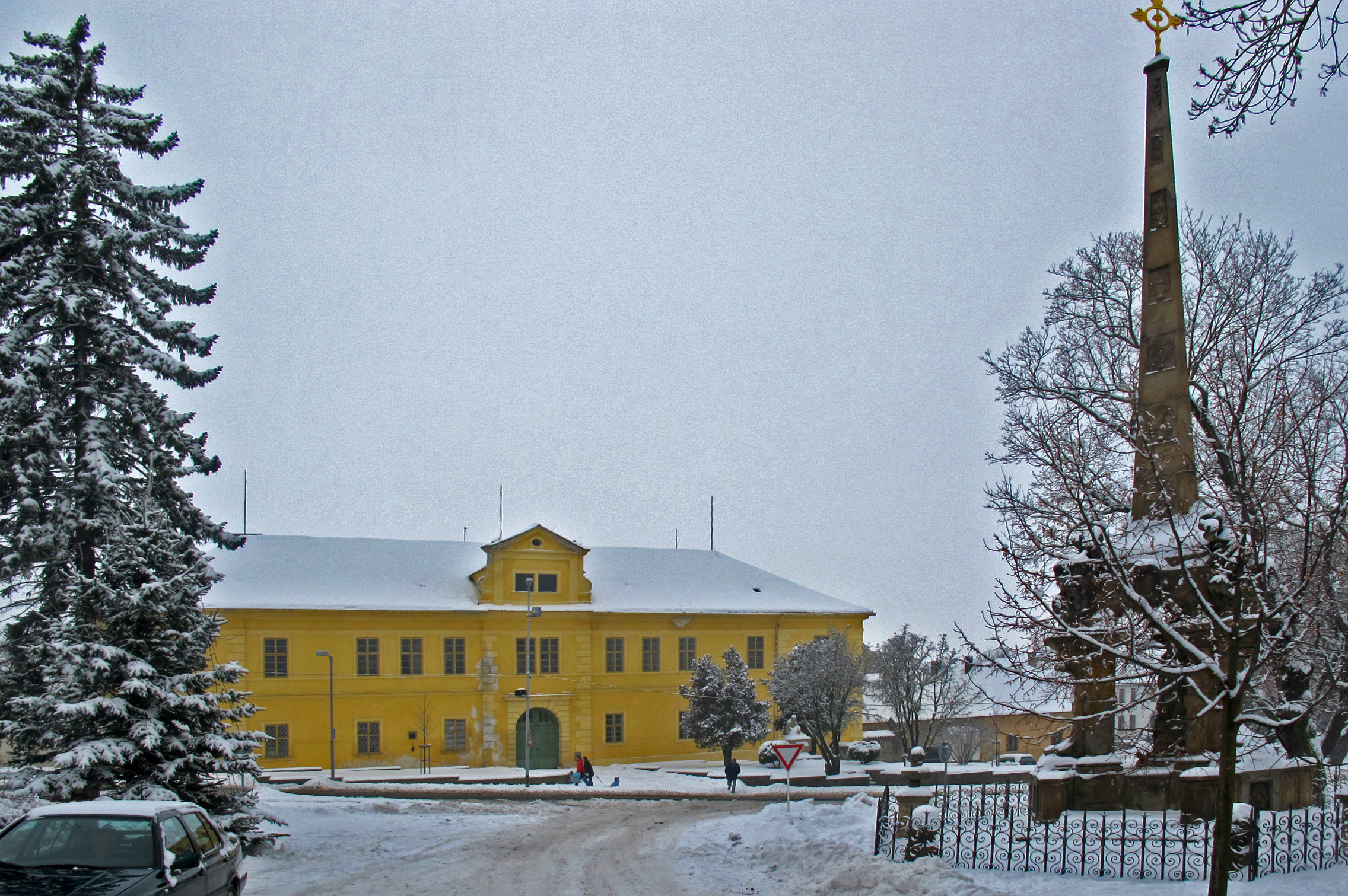
Zámek s Trojičním sloupem

Doba, kdy bylo v Cítolibech postaveno první panské sídlo, není známá. Mohlo se tak stát už v době, kdy vesnici vlastnili Koldicové z Koldic (nejpozději od roku 1381–1430). V roce 1462 vlastnil Cítoliby Bavor z Třebívlic, který se na listině, vydané toho roku, psal sedeniem w Cietolibi. Z toho plyne, že nejpozději v této době tvrz ve vsi, zřejmě v místech dnešního zámku, stála. Její pozůstatky se, podle stavebně-historického průzkumu z roku 1991 zpracovaného Martinem Ebelem a Pavlem Vlčkem, dochovaly v podobě příčné zdi ve  sklepeních zámku.
První písemná zmínka cítolibské tvrzi  pochází z roku 1562, kdy si podle zápisu v deskách zemských bratři zemřelého Jana Kuneše z Lukavec dělili cítolibský majetek. Kromě tvrze byl součástí majetkové transakce i pivovar, vrchnostenský dvůr, vinice, chmelnice a ovocné zahrady. V roce 1569 prodal Václav Kuneš z Lukavec cítolibské panství za 7600 kop míšeňských grošů Adamu Hruškovi z Března. Ten zřejmě přeměnil starou tvrz na hospodářské zázemí a postavil v renesančním slohu nové reprezentativní sídlo. Ten měl dvě křídla ve tvaru lísmene "L". Zahrnoval polovinu stávajícího severního traktu a celé průčelí východní směrem do návsi. Rovněž sklepy severního křídla pocházejí z hruškovské novostavby. Podle zámeckého inventáře z roku 1620 měl zámek osm obytných místností včetně reprezentačního sálu, hostinský pokoj a sklep, kde děvečky líhají.
V roce 1630 zemřel žatecký krajský hejtman Adam Jindřich Hruška. Cítolibské panství připadlo jediné plnoleté z jeho čtyř dcer, Dorotě Barboře Hruškové. Ta v roce 1631 ovdověla a    provdala se za Jana Oldřicha z Bisingenu. Někdy počátkem 40. let je postihla duševní nemoc a byla prohlášena za nesvéprávnou. Bissingen pak v roce 1651 prodal Cítoliby Arnoštu Schützovi z Leipoldsheimu. Ten o deset let později padl v boji proti Turkům, a panství zdědil nezletilý syn Arnošt Bohumír Schütz, za něhož ho spravovala matka Markéta Blandina, která v roce 1664 rozšířila panství o Brodec. V témže roce se vdala za Jana van der Croona, císařského podmaršálka, majitele sousedních Divic a odborníka na výstavbu fortifikací. 

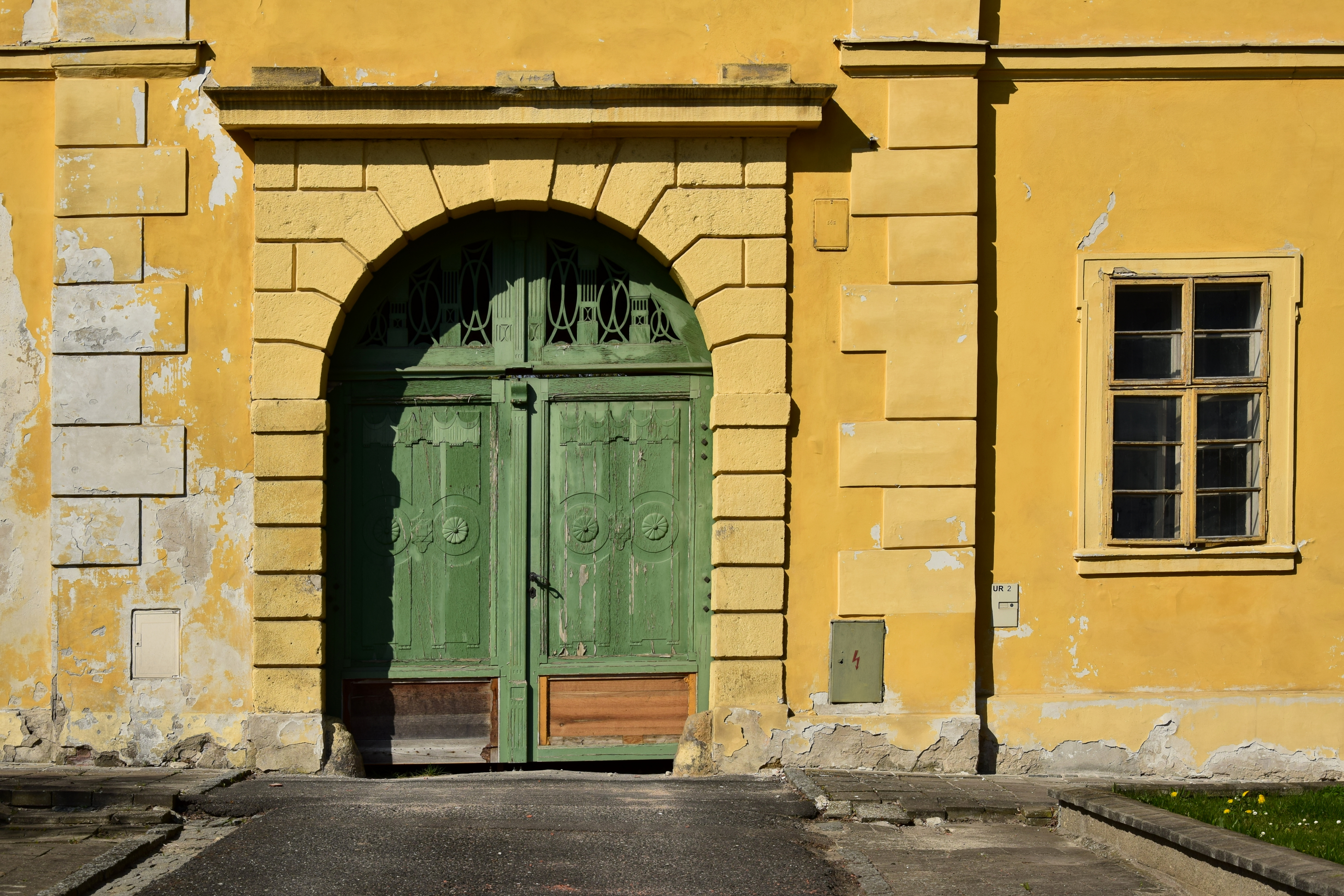
Portál východního křídla

Cron měl širokou škálu kontaktů a proto v roce 1665, krátce před svou smrtí, uzavřel smlouvu s italskými kameníky žijícími v Praze G. B. Passarinim a Fr. Torrem na dodání nových ostění pro okna a dveře. Stavba zámku probíhala až do roku 1684. Zprvu ji řídil Giovanni Battista Bolla, v letech 1678–1684 Tommaso Pinchetti. Pavel Vlček považuje za možné, že autory projektu byli renomovaní italští architekti Giovanni Domenico Orsi, případně Carlo Lurago. Do nové stavby byla zahrnuta obě renesanční křídla, průčelní a severní, které bylo prodlouženo směrem na východ. Na jeho konci byla přistavena konírna. Novostavbou bylo jižní křídlo, sloužící reprezentativním účelům. Ze 30. let 18. století pocházejí plány na postavení západního křídla zámku od žateckého architekta Johanna Paula Loschyho, které se však nikdy nerealizovaly. V 80. letech 17. století byla před jižním křídlem podle plánu zahradníka Jana Tulipána zřízena francouzská zahrada. Zámek byl upravován ještě v roce 1717 a v letech 1731–1732, ve druhém případě už za Pachtů z Rájova, kteří získali panství v roce 1720.
Za Arnošta Karla Pachty (1718–1803) se z cítolibského zámku stalo vyhledávané kulturní centrum, kde se často hrály skladby Cítolibské skladatelské školy, jako byli Karel Blažej Kopřiva, Jan Adam Gallina nebo Jakub Lokaj. Kromě stavebních úprav zámku byla další velkou Pachtovou investicí úprava zámecké zahrady. V roce 1766 uzavřel smlouvu se slánským sochařem Arnoštem Linkem na nespecifikovaný počet nových kamenných plastik podle předložených modelů a výkresů. Linkův podíl na souboru přibližně padesáti plastik původně, umístěných v cítolibské zámecké zahradě, nebyl zřejmě velký. Naprostou většinu tvoří sochy, jejichž autorství historik umění Pavel Preiss připisuje dílně Matyáše Bernarda Brauna. Braunovy plastiky jsou rovněž umístěny v místním kostele a intravilánu obce. Soubor plastik tvoří trpaslíci, putti a perzonifikace Světadílů a Živlů. V roce 1907 se rozhodl tehdejší majitel cítolibského panství, Jan Nepomuk II. ze Schwarzenbergu, celý soubor soch včetně balustrády odvézt na svůj zámek Neuwaldegg u Vídně, kde je nechal restaurovat a natrvalo je zde umístil.
Roku 1797 Pachta panství prodal ze 480 tisíc zlatých Jakubu Wimmerovi, který během pěti let výrazně rozvinul místní hospodářství. Zavedl pěstování brambor a jetele a z bažantnice udělal pole a ovocné sady. V roce 1802 panství koupil kníže Josef II. ze Schwarzenbergu, jehož potomkům patřilo až do roku 1924.
Zámek, který byl ve špatném stavu, získal v roce 1928 lounský okres, který v něm zřídil kasárny, sirotčinec a školu. Ve druhé polovině dvacátého století zde byly sklady místního národního výboru, školní družina a jídelna. Na počátku 21. století byla zničena většina interiérů, poškozená střecha a schodiště do zahrady se nacházelo v havarijním stavu.

## Stavební podoba
Jednopatrový trojkřídlý zámek stojí v jihozápadním cípu Tyršova náměstí. Z nejstarší stavební fáze zůstala pouze část sklepů pod severním a jižním křídlem. Renesanční tvrz Hrušků z Března se dochovala ve zdivu severního a východního křídla. Severní a jižní průčelí zdůrazňuje po jednom rizalitu. Východní průčelí zdobené trojicí rizalitů zakončuje obdélný štít s postranními volutami zakončený trojúhelníkovým nástavcem. Všechny fasády jsou členěné pásovými římsami a obdélnými okny. Za rustikovým portálem s rokokovými vázami se ve východním křídle nachází valeně zaklenutý průjezd. Přízemí nádvorní strany vstupního křídla se do dvora otevírá arkádami, ale v prvním patře jsou arkády slepé s obdélnými okny. Uvnitř se nachází řada plochostropých i klenutých místností a sálů. Část fresek byla zabílena v roce 1956. Na jižní stranu zámku navazuje částečně zachovaná zámecká zahrada, v níž stávaly sochy z braunovské dílny a od Arnošta Linka.

## Galerie plastik v zámecké zahradě v Neuwaldeggu, do roku 1907 umístěných v zámecké zahradě v Cítolibech

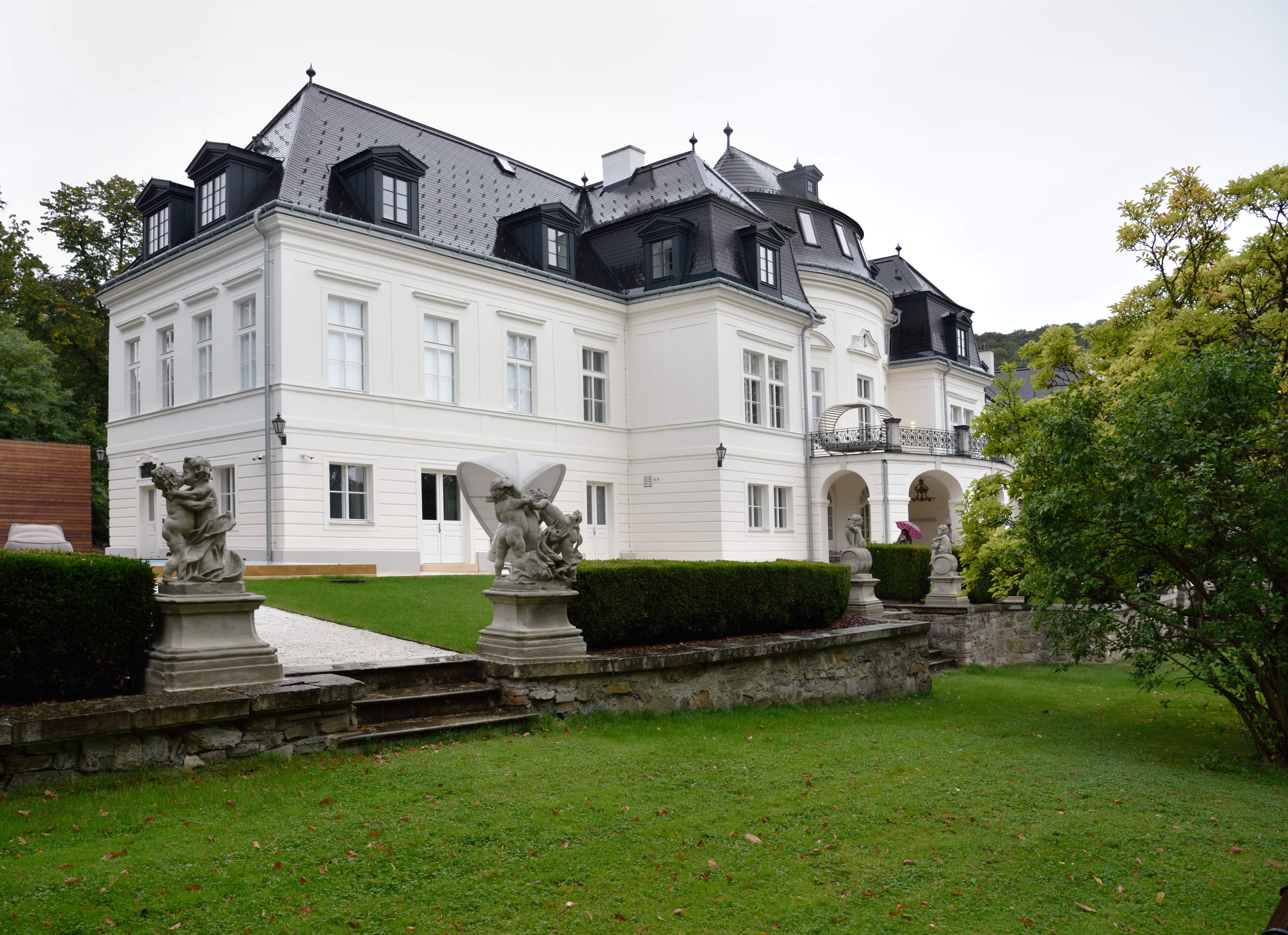
Zahradní průčelí zámku s plastikami
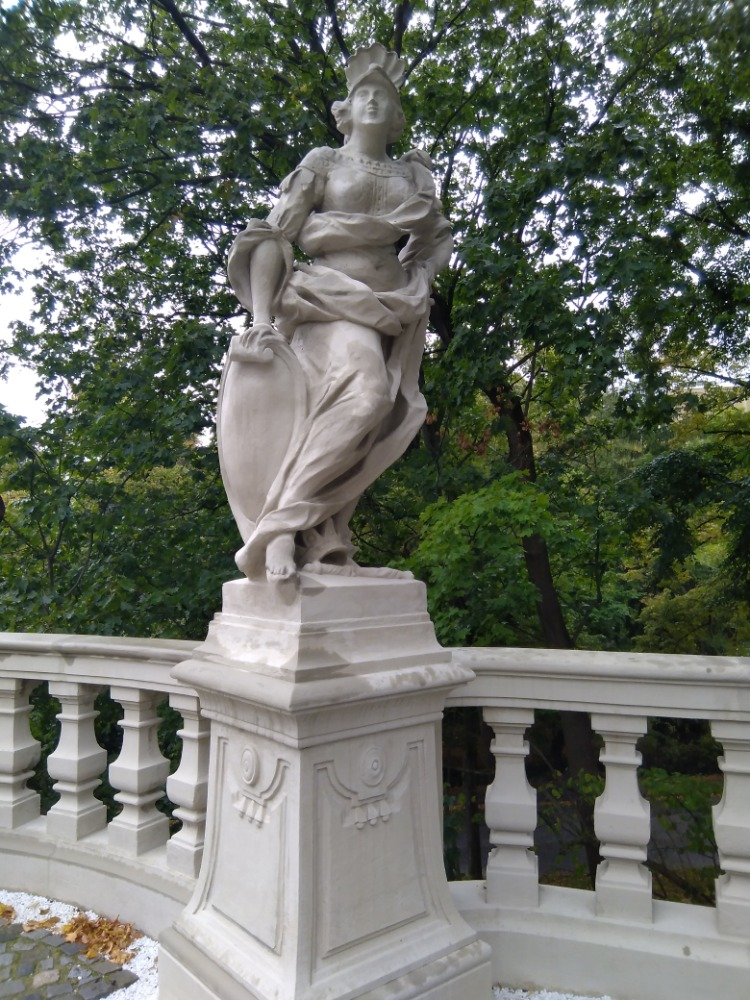
Alegorie Evropy
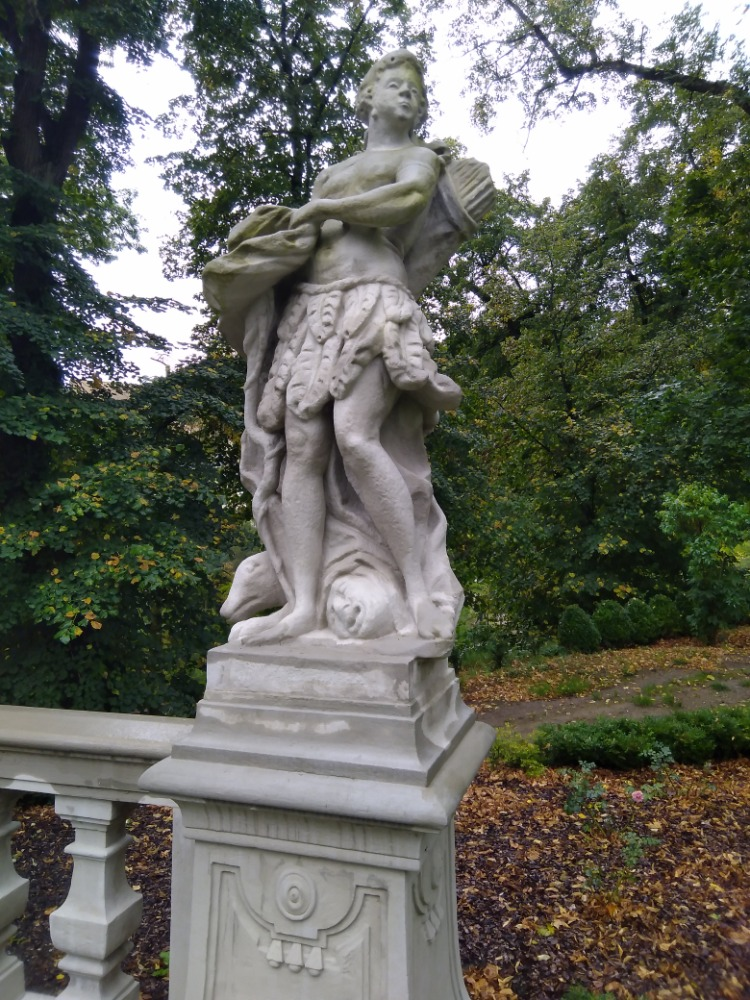
Alegorie Ameriky
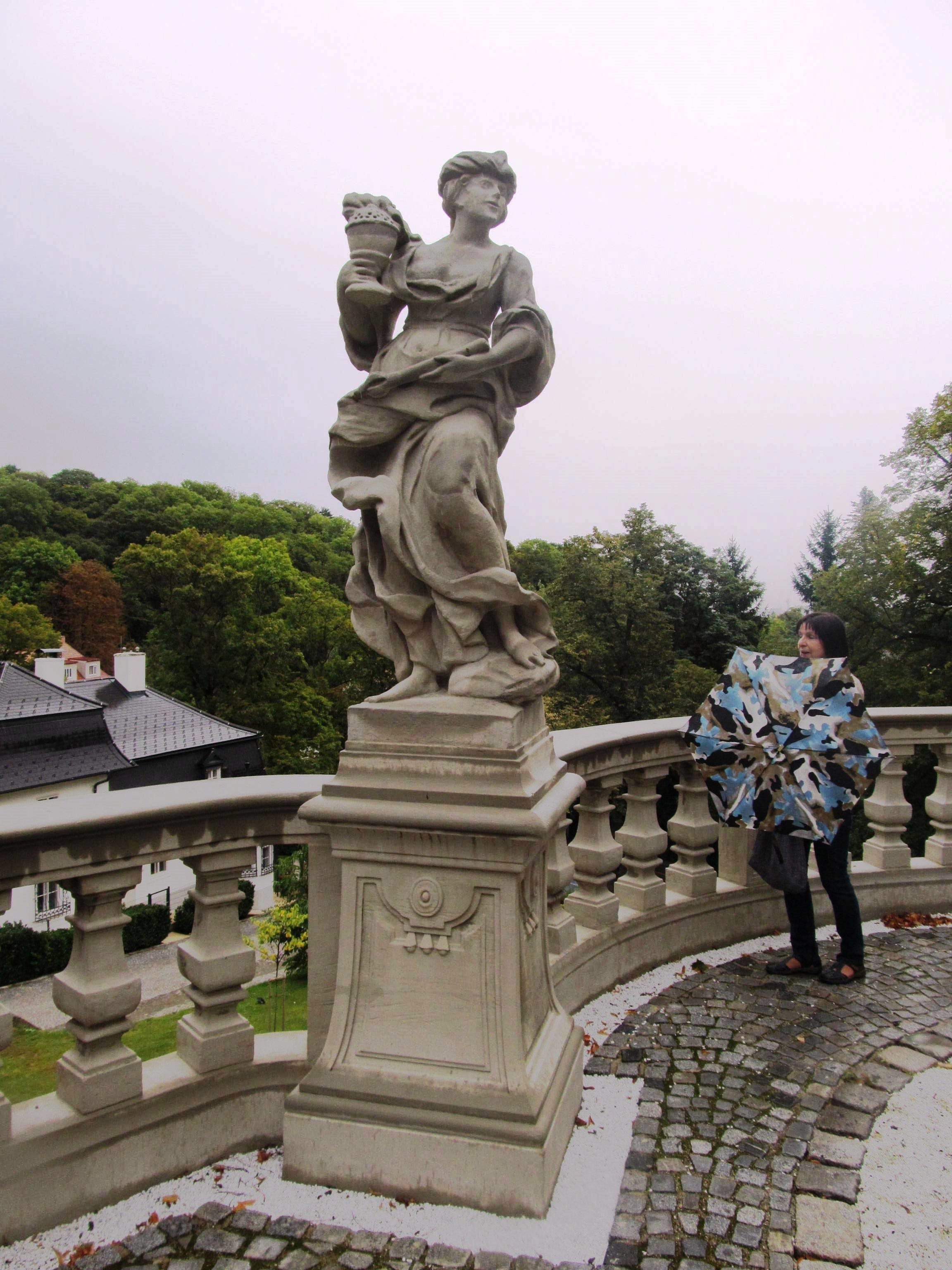
Alegorie Asie
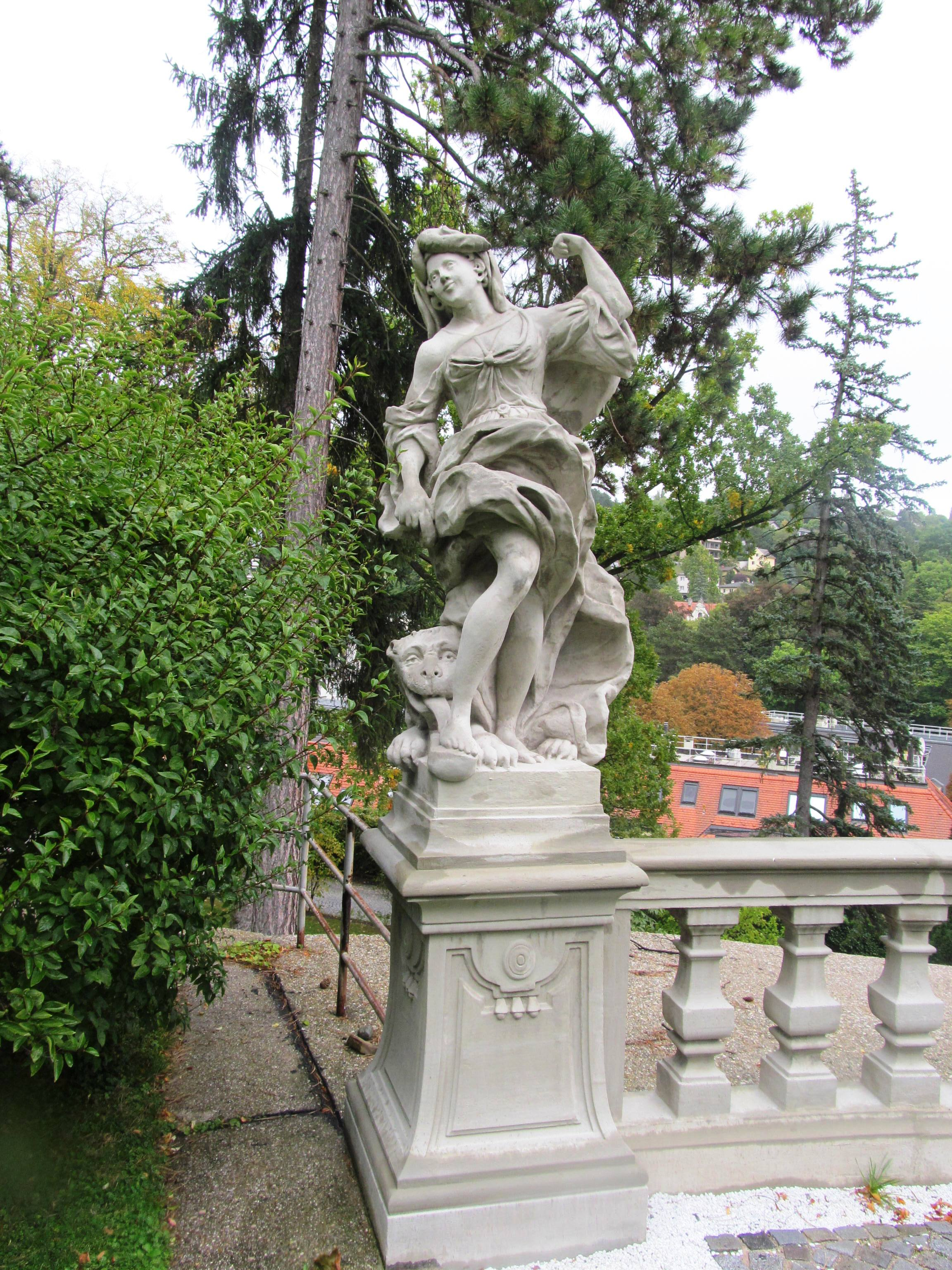
Alegorie Afriky
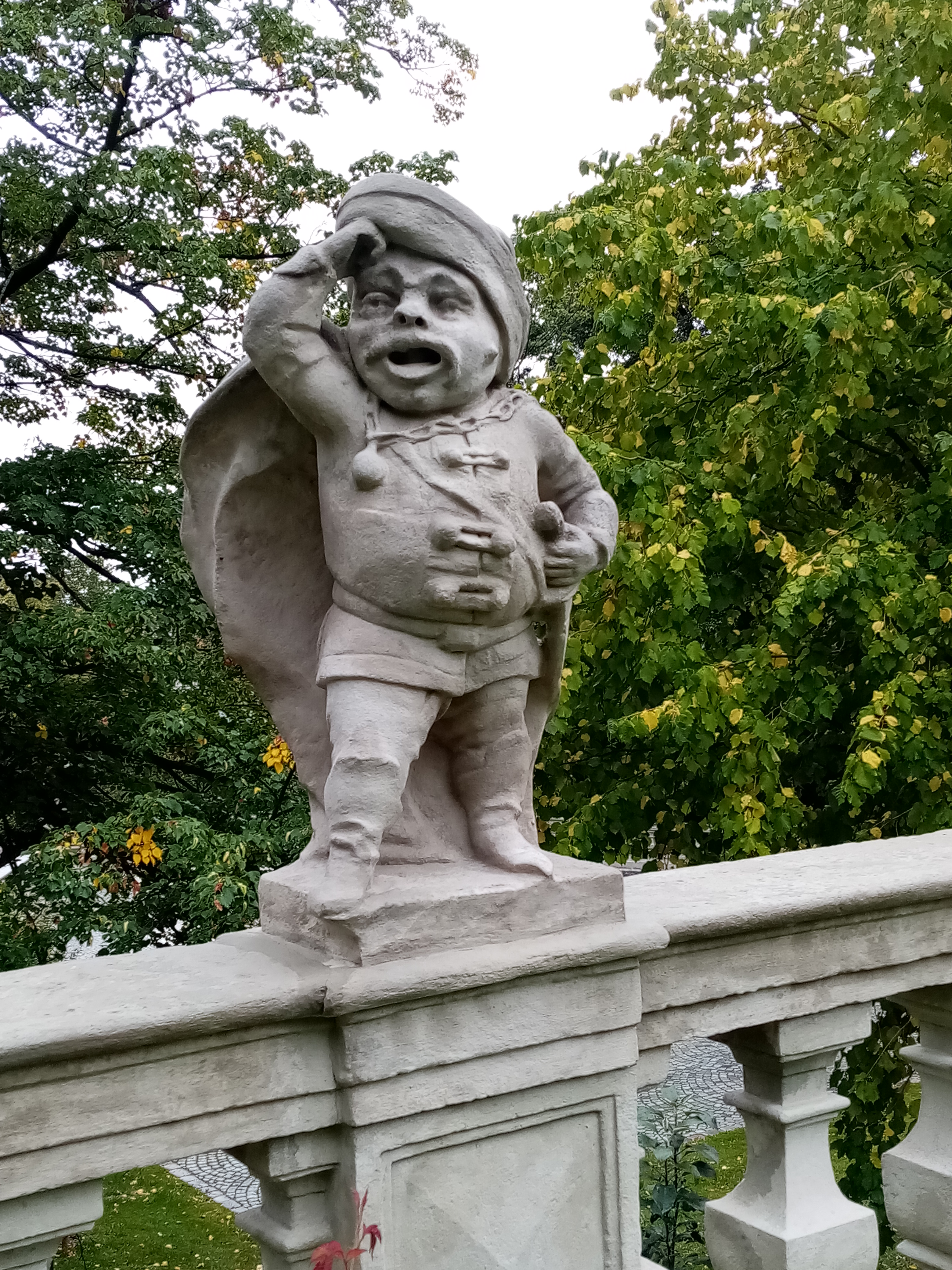
Trpaslík – voják
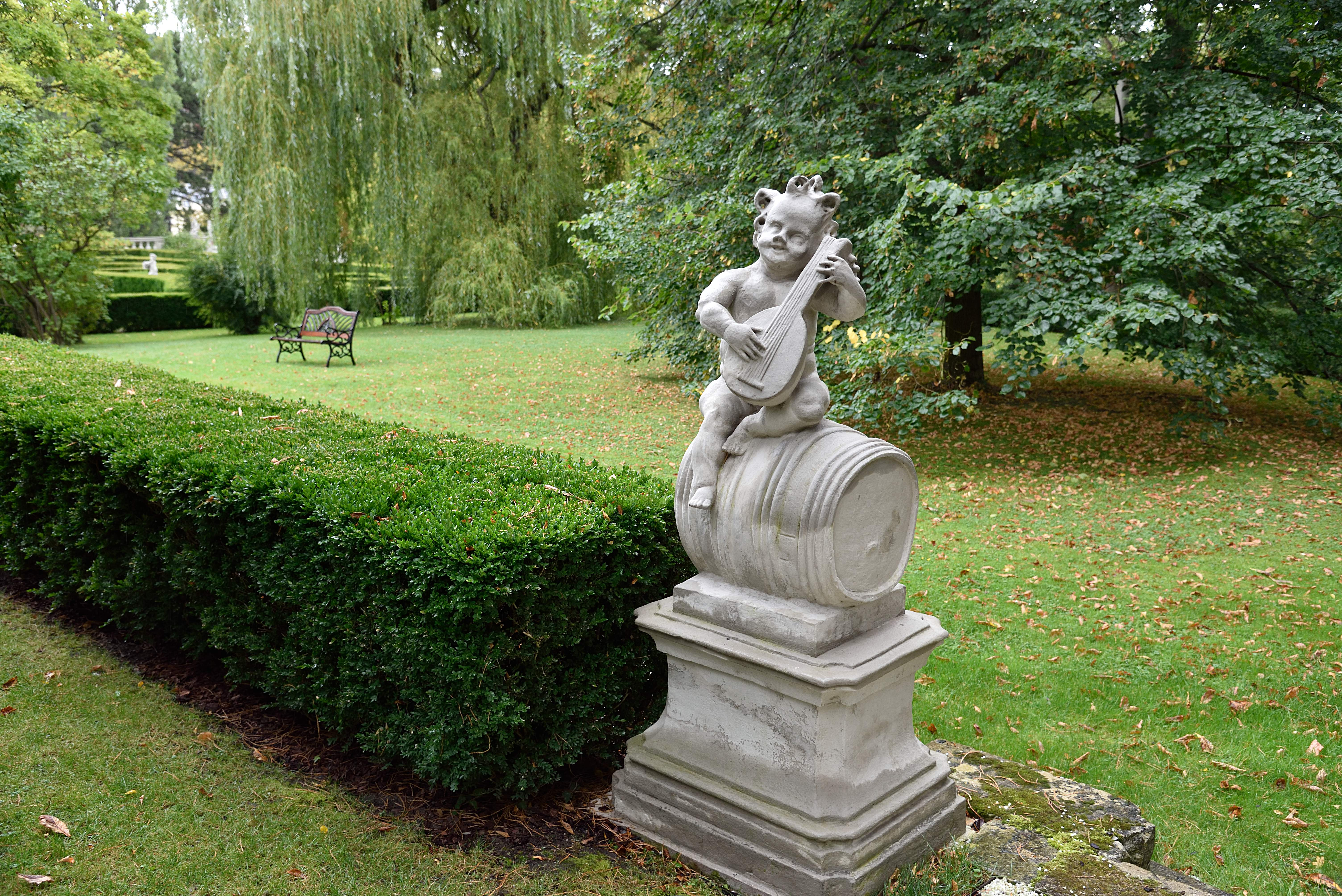
Trpaslík – muzikant
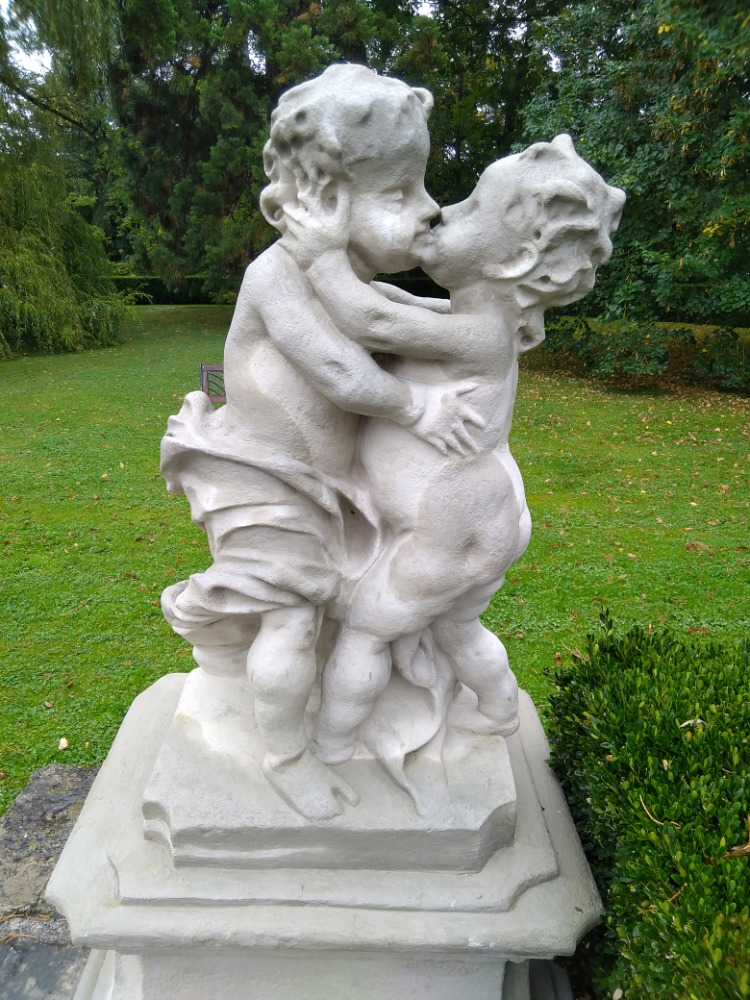
Líbající se putti